# Philipp Rubin
Philipp Rubin (ur. 15 lipca 1982) – szwajcarski biegacz narciarski, zawodnik klubu Nordischer SC-Oberhasli.

## Kariera
Po raz pierwszy na arenie międzynarodowej Philipp Rubin pojawił 5 grudnia 1999 roku podczas zawodów FIS Race w Ulrichen, gdzie zajął 42. miejsce w biegu na 10 km techniką dowolną. W Pucharze Świata zadebiutował 7 grudnia 2002 roku w Davos, zajmując 94. miejsce w biegu na 15 km stylem dowolnym. Był to jego jedyny start w PS, wobec czego nie został nigdy uwzględniony w klasyfikacji generalnej. Startował także w zawodach FIS Marathon Cup, gdzie osiągał lepsze wyniki. 20 stycznia 2008 roku wywalczył swoje jedyne podium w maratonach FIS, zajmując trzecie miejsce w austriackim Dolomitenlauf. W zawodach tych wyprzedzili go jedynie dwaj Włosi: Tullio Grandelis i Marco Cattaneo. W klasyfikacji generalnej najlepiej wypadł w sezonie 2007/2008, który ukończył na trzynastej pozycji. Nigdy nie wziął udziału w igrzyskach olimpijskich ani mistrzostwach świata. W 2009 roku zakończył karierę.

## Osiągnięcia

### Puchar Świata

#### Miejsca w klasyfikacji generalnej
- sezon 2002/2003: -

#### Miejsca na podium
Rubin nie stał na podium zawodów Pucharu Świata.

### FIS Marathon Cup

#### Miejsca w klasyfikacji generalnej
- sezon 2004/2005: 134.
- sezon 2005/2006: 53.
- sezon 2006/2007: 47.
- sezon 2007/2008: 13.
- sezon 2008/2009: 18.

#### Miejsca na podium
| Nr | Dzień       | Rok  | Zawody        | Dystans               | Czas biegu  | Strata | Pozycja | Zwycięzca        |
| -- | ----------- | ---- | ------------- | --------------------- | ----------- | ------ | ------- | ---------------- |
| 1. | 20 stycznia | 2008 | Dolomitenlauf | 60 km stylem dowolnym | 1:38:30,7 h | +2,5 s | 3.      | Tullio Grandelis |